# Gomphichis brachystachys
Gomphichis brachystachys är en orkidéart som beskrevs av Rudolf Schlechter. Gomphichis brachystachys ingår i släktet Gomphichis och familjen orkidéer. Inga underarter finns listade i Catalogue of Life.